# Chiesa di San Basilio (Ariano nel Polesine)
La chiesa di San Basilio è un edificio sacro sito a San Basilio, frazione del comune di Ariano nel Polesine. Piccola chiesa dalla semplice architettura romanica, venne eretta nel IX secolo dai benedettini di Pomposa nello stesso luogo di una precedente struttura edificata presumibilmente nell'Alto Medioevo, tra il IV e il V secolo, luogo di culto della più antica comunità cristiana del Polesine.
Oggetto di un restauro conservativo al termine del XX secolo che ne ha restituito l'aspetto medioevale, unico in tutto il territorio polesano, è officiata e visitabile, presentando inoltre alcune interessanti curiosità storiche e tradizionali legate al sarcofago presente sul suo sagrato e a un'antica colonna marmorea, sita in una nicchia accanto all'abside citata in alcuni documenti storico-ecclesiastici come miracolosa.